# John M. Kelly
John Maurice Kelly (ur. 31 sierpnia 1931 w Dublinie, zm. 24 stycznia 1991 tamże) – irlandzki polityk, prawnik i nauczyciel akademicki, działacz partii Fine Gael, senator, deputowany oraz minister.

## Życiorys
Ukończył w 1952 studia na University College Dublin, w następnym roku uzyskał na tej uczelni magisterium. Podjął naukę w King’s Inns, jednak zrezygnował ze zdawania egzaminu końcowego. W ramach stypendium kształcił się z zakresu prawa rzymskiego na Uniwersytecie w Heidelbergu, na którym obronił doktorat. Uzyskał też później licencjat w Pembroke College na Uniwersytecie Oksfordzkim na podstawie pracy dotyczącej irlandzkiej konstytucji. Od drugiej połowy lat 50. prowadził przez pewien czas praktykę prawniczą. Pracował jako nauczyciel akademicki w Trinity College w Oksfordzie. W 1965 został profesorem prawa rzymskiego i jurysprudencji na wydziale prawa University College Dublin; od 1967 pełnił funkcję dziekana tego wydziału. Był autorem publikacji książkowych z zakresu prawa rzymskiego: Princeps iudex (1957), Roman litigation (1966), Studies in the civil judicature of the Roman Republic (1976). W 1964 pod pseudonimem „John Boyle” wydał powieść Matters of Honour.
Zaangażował się w działalność polityczną w ramach Fine Gael. W 1969 bez powodzenia kandydował do Dáil Éireann. W tym samym roku wszedł w skład Seanad Éireann z ramienia panelu kulturalnego i edukacyjnego. W 1973 po raz pierwszy uzyskał mandat deputowanego do niższej izby Oireachtas. Utrzymywał go w kolejnych wyborach w 1977, 1981, lutym 1982, listopadzie 1982 i 1987, nie ubiegał się natomiast o reelekcję w wyborach w 1989.
W latach 1973–1977 był parlamentarnym sekretarzem stanu w różnych departamentach, wykonywał obowiązki government chief whip. Od maja do lipca 1977 zajmował stanowisko prokuratora generalnego. Od czerwca 1981 do marca 1982 wchodził w skład rządu Garreta FitzGeralda. Zajmował w nim stanowisko ministra handlu i turystyki (do sierpnia 1981 jako minister przemysłu, handlu i turystyki). Od czerwca do października 1981 był także ministrem spraw zagranicznych; funkcję tę pełnił tymczasowo (niebędący deputowanym James Dooge mógł ją objąć dopiero do wyborach do Seanad Éireann).

## Życie prywatne
Od 1961 jego żoną była Delphine Dudley; miał pięcioro dzieci.